# Tulipa sinkiangensis
Tulipa sinkiangensis là một loài thực vật có hoa trong họ Liliaceae. Loài này được Z.M.Mao miêu tả khoa học đầu tiên năm 1980.